# Evolution Studios
Evolution Studios Ltd. foi uma empresa de jogos eletrônicos do Reino britânico. A empresa foi fundada em 1999 por Martin Kenwright (Digital Image Design) e Ian Hetherington (Psygnosis). A empresa tinha sede em Runcorn, Cheshire, e contava com o apoio de um pequeno estúdio o Bigbig Studios que fica em Warwickshire.
Tanto Evolution Studios como a Bigbig Studios foram adquiridas pela Sony Computer Entertainment em Setembro, 2007.
O estúdio foi fechado pela Sony no dia 22 de março de 2016, e seus funcionários realocados para posteriores projetos.

## Jogos

### PlayStation 4
- Driveclub (2014)

### PlayStation 3
- MotorStorm: RC (2012)
- MotorStorm: Apocalypse (2011)
- MotorStorm: Pacific Rift (2008)
- MotorStorm (2007)

### PlayStation 2
- WRC: Rally Evolved (2005)
- WRC 4 (2004)
- WRC 3 (2003)
- WRC II Extreme (2002)
- WRC: World Rally Championship (2001)

### PlayStation Vita
- MotorStorm: RC (2012)